# 대한민국 제22대 국회의원 선거 국민의미래 후보 목록
다음은 대한민국 제22대 국회의원 선거에 출마하는 국민의미래의 후보 목록이다.
국민의미래는 국민의힘의 비례위성정당이다. 이에 국민의미래는 지역구 후보는 내지 않는다. 2024년 3월 18일, 총35인의 비례대표 후보 명단을 발표했으며 이후 조정을 통해 3월 20일에 후보 명단을 최종 확정했다.

## 비례대표
| 순번 | 성명   | 경력                                                   |
| ---- | ------ | ------------------------------------------------------ |
| 1    | 최보윤 | 법무부 인권정책자문단 자문위원                         |
| 2    | 박충권 | 현대제철 책임연구원                                    |
| 3    | 최수진 | OCI 부사장                                             |
| 4    | 진종오 | 올림픽 사격 금메달리스트(2008, 2012, 2016)             |
| 5    | 강선영 | 제23대 육군항공작전사령관                              |
| 6    | 김건   | 제10대 외교부 한반도평화교섭본부장                     |
| 7    | 김소희 | 기후변화센터 사무총장                                  |
| 8    | 인요한 | 세브란스병원 국제진료센터 소장. 전 국민의힘 혁신위원장 |
| 9    | 김민전 | 경희대학교 교수                                        |
| 10   | 김위상 | 한국노동조합총연맹 대구지역본부 의장                   |
| 11   | 한지아 | 국민의힘 비상대책위원                                  |
| 12   | 유용원 | 조선일보 기자                                          |
| 13   | 조배숙 | 제16·17·18·20대 국회의원                               |
| 14   | 김장겸 | 제33대 MBC 사장                                        |
| 15   | 김예지 | 제21대 국회의원                                        |
| 16   | 안상훈 | 윤석열 정부 초대 사회수석비서관                        |
| 17   | 이달희 | 제7대 경상북도 경제부지사                              |
| 18   | 박준태 | 크라운랩스 대표                                        |
| 19   | 이소희 | 제4대 세종특별자치시의회 의원                          |
| 20   | 남성욱 | 고려대학교 통일융합연구원 원장                         |
| 21   | 강세원 | 대통령비서실 법률비서관실 행정관                       |
| 22   | 김화진 | 국민의힘 전라남도당위원장                              |
| 23   | 임보라 | 국민의힘 당무감사실장                                  |
| 24   | 서보성 | 국민의힘 대구광역시당 사무처장                         |
| 25   | 정혜림 | SK경제경영연구소 연구원                                |
| 26   | 이승현 | 한국영상제작협동조합 이사장                            |
| 27   | 김민정 | 국민의힘 보좌진협의회 회장                             |
| 28   | 김광환 | 한국지체장애인협회 중앙회장                            |
| 29   | 김미현 | 영화진흥위원회 연구본부장                              |
| 30   | 김영인 | 국민의힘 정책위원회 수석전문위원                       |
| 31   | 최연우 | 휴먼에이드 공동대표                                    |
| 32   | 백종욱 | 제14대 국가정보원 제3차장                              |
| 33   | 이윤정 | 제7대 광명시의회 의원                                  |
| 34   | 이덕재 | 전국상인연합회 청년위원장                              |
| 35   | 김소양 | 제10대 서울특별시의회 의원                             |